# Зимняя Горка
 Зимняя Горка  — деревня в Лаишевском районе Татарстана. Входит в состав Егорьевского сельского поселения.

## География
Находится в западной части Татарстана на расстоянии приблизительно 21 км по прямой на север от районного центра города Лаишево.

## История
Основана в 1930-х годах.

## Население
Постоянных жителей было: в 1938—164, в 1949—176, в 1958—180, в 1970 — 77, в 1979 — 33, в 1989 — 24, в 2002 — 20 (русские 95 %), 37 в 2010.